# Aspalathus potbergensis
Aspalathus potbergensis är en ärtväxtart som beskrevs av Rolf Martin Theodor Dahlgren. Aspalathus potbergensis ingår i släktet Aspalathus och familjen ärtväxter. Inga underarter finns listade i Catalogue of Life.